# Jón Tyril
Jón Tyril (Norðragøta, 1973. december 23.) feröeri rockzenész és zenei menedzser. A Clickhaze együttes alapítója.
Jón Sunneva és Flóvin Tyril fia, és Norðragøtában nőtt fel.

## Pályafutása
1998-ban részt vett a Grót zenészkör megalapításában, amely a gøtai Losjan rendezvényhelyszínnel együtt kreatív zenei életet hozott létre. Ugyanebben az évben néhány társával megalapította a Clickhaze együttest, amely 2001-ben elnyerte a Prix Føroyart, és minden idők legjelentősebb feröeri együttesei közé számít. A csapatból számos sikeres zenész karrierje indult, mint Eivør Pálsdóttir, Høgni Lisberg, Petur Pólson és Orca (Jens L. Thomsen). Jón Tyril az együttes menedzsere volt, gitározott és néhány dalt is ő írt.
2001-ben rendezője és producere volt a Free Føroyar koncertnek, amelyet az első alkalom után vettek át az Unga Tjóðveldiðtől (a Tjóðveldi ifjúsági szervezetétől).
A Clickhaze feloszlása után, 2002-ben vágott bele a G! Festival megszervezésébe. Ez volt az első szabadtéri fesztivál Feröeren, és hamarosan az egyik legnagyobb éves rendezvénnyé nőtte ki magát. 2005-ben ezért a munkájáért megkapta a Mentanarvirðisløn M. A. Jacobsens nemzeti kulturális díjat. Ezen kívül Tyril a Global Battle of the Bands feröeri válogatójának szervezője, és szorosan együttműködik a sorozatot megnyerő Boys in a Band együttessel.
2002-ben képviselőjelöltként indult a Tjóðveldisflokkurin színeiben, de nem választották be a Løgtingbe, és később a pártból is kilépett. Saját magát a libertarianizmus és az egzisztencializmus követőjének tartja, és többek között a legnagyobb feröeri internetes fórum, a kjak.fo moderátoraként is részt vesz a társadalmi vitákban.

## Fordítás
- Ez a szócikk részben vagy egészben  a   Jón Tyril című német Wikipédia-szócikk ezen változatának fordításán alapul.  Az eredeti cikk szerkesztőit annak laptörténete sorolja fel. Ez a jelzés csupán a megfogalmazás eredetét és a szerzői jogokat jelzi, nem szolgál a cikkben szereplő információk forrásmegjelöléseként.

## Külső hivatkozások
- G! Festival (feröeri, angol)